# Villa Lázaro Cárdenas
Villa Lázaro Cárdenas es una localidad del estado mexicano de Puebla. Es la localidad más poblada del municipio de Venustiano Carranza.

## Historia
Villa Lázaro Cárdenas fue fundada en la década de 1950 como una estación de ferrocarril con el nombre de «La Uno». El 29 de octubre de 1971 la localidad fue renombrada como «Villa Lázaro Cárdenas». El 11 de febrero de 2016 se le concedió la categoría de ciudad.

## Demografía
| Censo | Población |
| ----- | --------- |
| 1960  | 708       |
| 1970  | 2 379     |
| 1980  | 5 022     |
| 1990  | 9 302     |
| 1995  | 9 884     |
| 2000  | 9 704     |
| 2005  | 11 777    |
| 2010  | 12 253    |
| 2020  | 13 344    |